# آلفردو پاسوتی
آلفردو پاسوتی (ایتالیایی: Alfredo Pasotti; ۶ ژانویهٔ ۱۹۲۵ – ۱۲ سپتامبر ۲۰۰۰) دوچرخه‌سوار اهل ایتالیا بود.